# Wilhelm Christoph Günther
Wilhelm Christoph Günther, auch Christoph Wilhelm Günther (* 11. Februar 1755 in Cospeda bei Jena; † 15. November 1826 in Weimar) war ein deutscher Pfarrer, Autor, Mitglied der Polizeibehörde Weimar, Direktor der Waisenverpflegungsanstalt, Aufseher der Zuchthausanstalten und der Lazarethverpflegung Weimar, Mitadministrator der landesherrlichen Güter, Direktor des großherzoglichen Oberconsistoriums, Hofprediger und Doktor der Theologie, enger Freund Goethes und Herders, Ritter des weißen Falkenordens.

## Leben
Günther wurde im Pfarrhaus zu Cospeda bei Jena geboren. Mit zwei Jahren kam er mit seinen Eltern nach Mattstedt ins dortige Pfarrhaus, da sein Vater Carl Christoph Günther die dortige Pfarrstelle angetreten hatte. Nach Gymnasium in Weimar und theologischem Abschluss der Universität in Jena wurde er 1781 auf Herders Empfehlung Hilfsprediger in Weimar; ab 1785 wurde er Substitut (Hilfsprediger) und ging seinem Vater zu Hilfe. Im Jahr 1790 trat er die Nachfolge seines Vaters in Mattstedt an. Bereits 1787 erschien in Erfurt seine Edition der „Kindermärchen“.
Bereits in Jugendjahren musste er Johann Karl Wilhelm Voigt, späterer Bergrat unter Goethe, in Mattstedt kennengelernt haben. Dieser hatte 1767 dort am Schösserberg ein Vorkommen an Lettenkohle ausgemacht.
Der Begriff „Lettenkohle“ wurde später auf alle Vorkommen des Keuper ausgedehnt. Nachdem Karl August von Sachsen-Weimar-Eisenach (1757–1828), wegen Brennstoffmangel im Jahr 1799 angeordnet, bekannte Lagerstätten zu erschließen, erbat Günther für Mattstedt um die Erlaubnis, welche er bereits am 16. Februar 1766 erhielt. Zwischen 1799 und 1801 wurden mit 16 Mann ca. 12000 Scheffel (19000 Zentner) aus einem Flöz von 7 bis 16 cm Mächtigkeit abgebaut. Anfangs gab es 7 Stollen im Abstand von 25 Metern. Der später angelegte tiefste Stollen wurde 120 Meter in den Berg getrieben. Auf die fossilienreiche Kohle aufmerksam geworden, kam auch Goethe nach Mattstedt. Für den 8. August 1800 und den 26. April 1801 sind Besuche Goethes in der Chronik des Ortes verzeichnet. Er und Günther wurden Freunde. Um die Kohle nach Weimar zu transportieren, wurde die „Leipziger Straße“ (heute: Bundesstraße B87) auf Goethes Empfehlung zur Chaussee ausgebaut. Leider wurde die Qualität der Kohle zunehmend schlechter und somit der Abbau nach 6 Jahren eingestellt. Einzig erhalten geblieben ist das damalige Vorwerk und die Bezeichnung des Ortsteils „Poche“.
1801 wurde Günther in Weimar zum Oberkonsistorialrat und Hofprediger ernannt. Er sollte Nachfolger von Herder werden. Er selbst schlug seinen Schwager, welcher Pfarrer in Wormstedt war, als Nachfolger vor, da er die Annehmlichkeiten des Landlebens bevorzugte. Auf Anregung Karl Augusts und dessen Mitfinanzierung wurde in Weimar ein Waisenhaus gebaut, dessen Direktor Günther wurde. Mit weiteren Verwaltungsaufgaben betraut, wurde er, wie auch Goethe, zum Berater des Großherzogs.
Nach dem Plünderungsversuch französischer Truppen am 14. Oktober 1806 in Goethes Haus am Frauenplan in Weimar, welchen Christiane Vulpius zu verhindern wusste, traute Günther im selben Jahr, am 19. Oktober, Johann Wolfgang von Goethe und Christiane Vulpius in der Sakristei der Jakobskirche; die Heirat galt nach 18 Jahren wilder Ehe als nicht standesgemäß. Auch wurde das notwendige dreifache Aufgebot nicht bestellt. Man hatte die Gunst der Stunde wegen der Kriegswirren genutzt. Goethe wählte den Tag der Schlacht als Hochzeitsdatum und ließ dieses in die Ringe gravieren.
Günther war verheiratet mit Auguste, geb. Löffler, einer Tochter des Gothaer Superintendenten Josias Friedrich Löffler.
Am 15. November 1826 verstarb Günther in Weimar. In einem langen Begräbniszug wurde er am 17. November 1826 in der Familiengruft auf dem Jacobskirchhof beigesetzt.

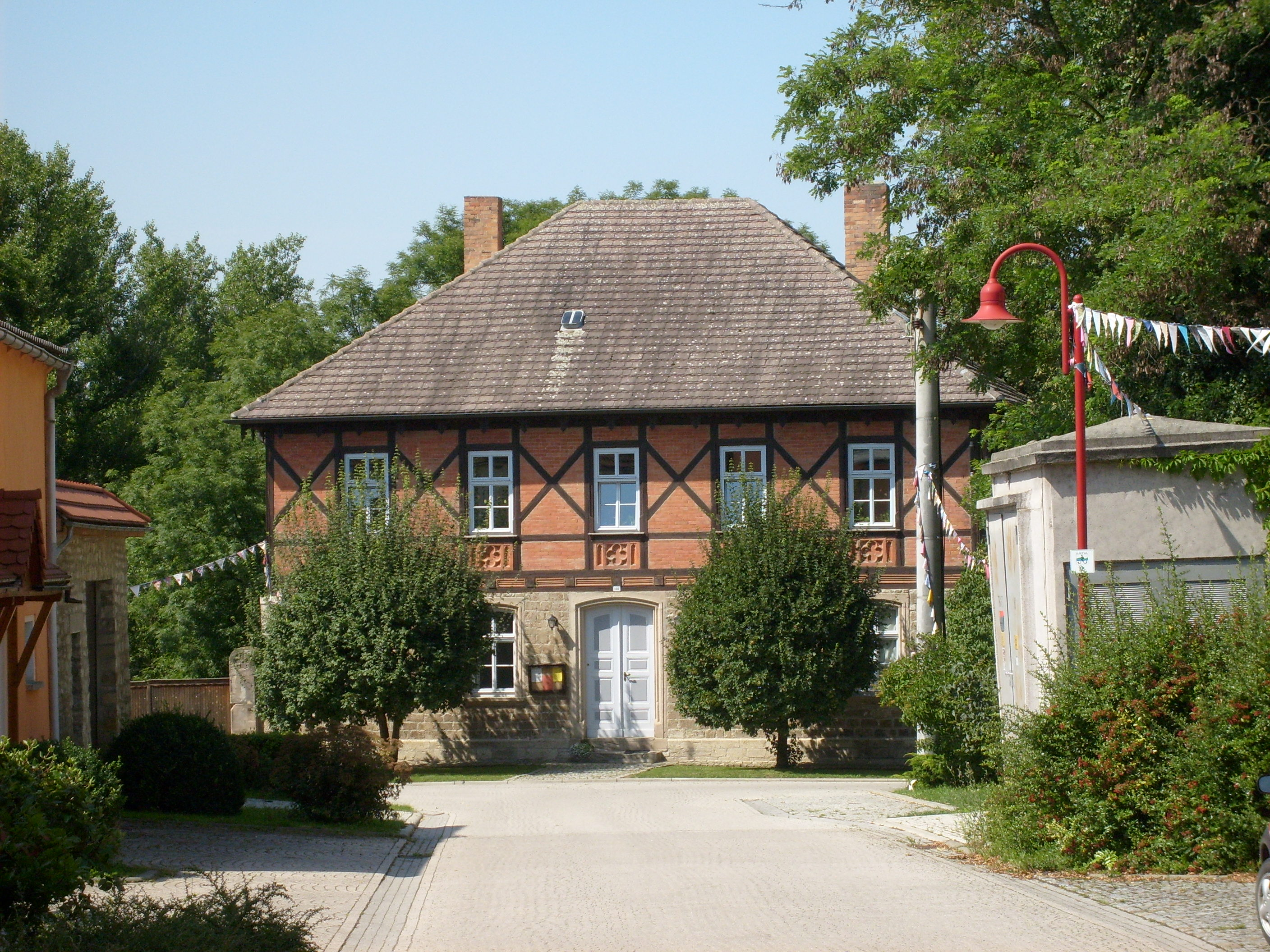
Pfarrhaus Mattstedt
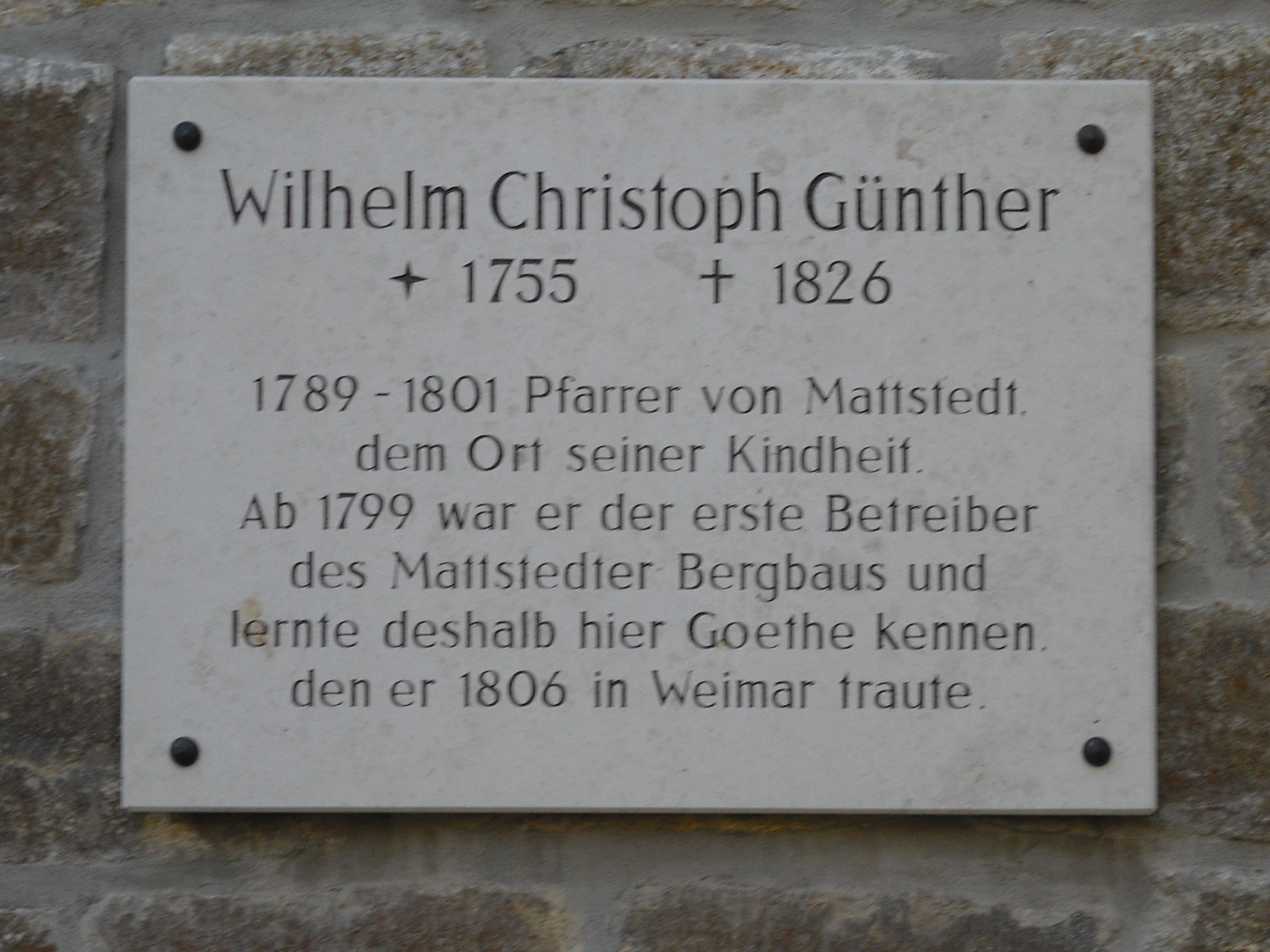
Gedenktafel für Pfarrer Wilhelm Christoph Günther
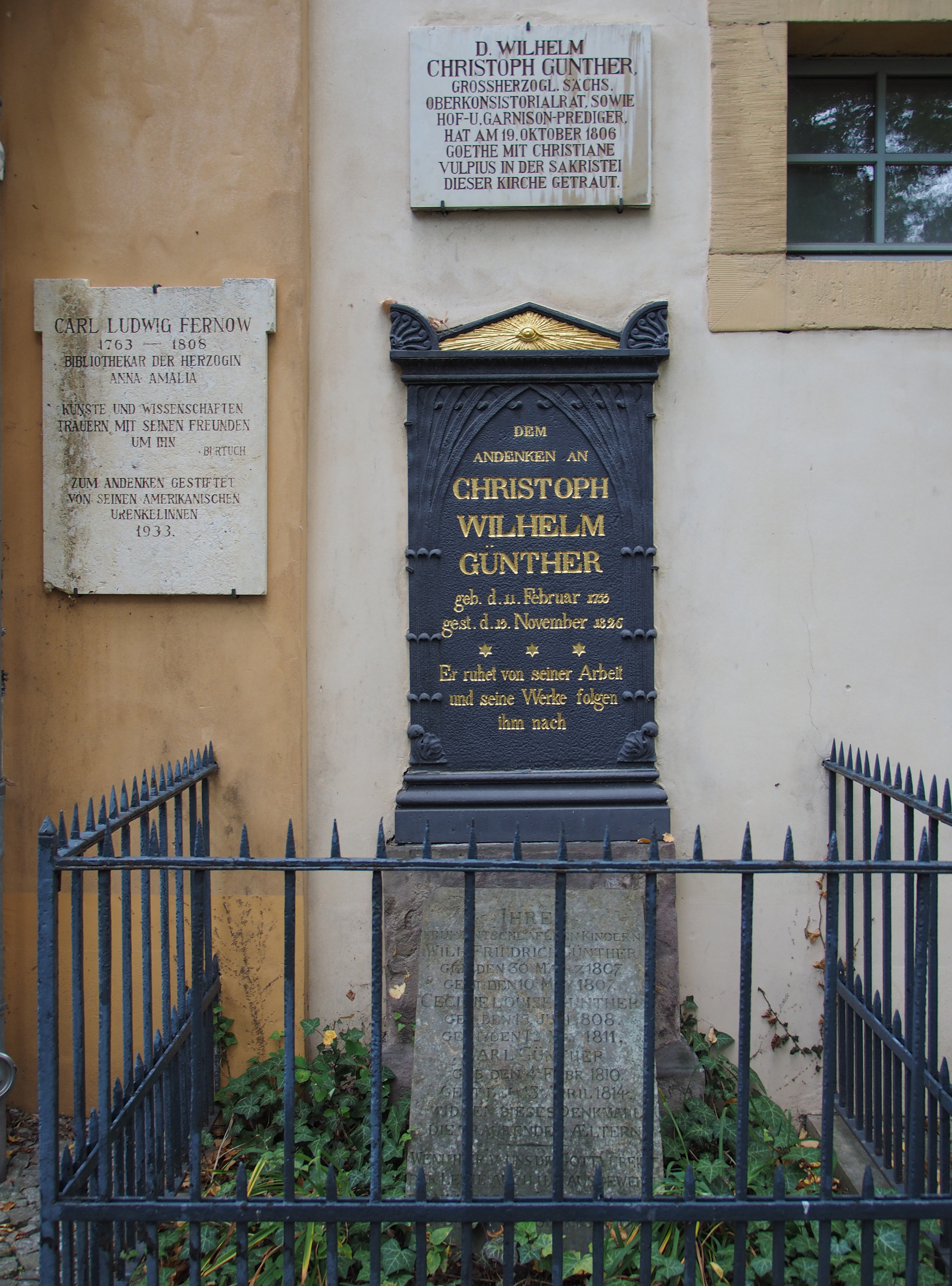
Grabstein auf dem Jacobskirchhof

## Werke
- Kindermährchen aus mündlicher Erzählung gesammelt. Keyser, Erfurt 1787.
  - 2. Auflage Frommann, Jena 1857 (Digitalisat)
  - Neuausgabe Hrsg. von Thomas Eicher unter Mitarbeit von Christel Altmeyer und Eva-Maria Nüsse. Mit Illustrationen von Maike Hohmeier. Athena, Oberhausen 1999, ISBN 978-3-932740-31-2.
- Die Waisen im Großherzogthum Sachsen-Weimar: Geschichte der Versorgungsanstalt der Waisen durch Privaterziehung in Familien, nebst ihrem Erfolg binnen vierzig Jahren. Zur Feier des Regierungs-Jubelfest’s Sr. Königl. Hoheit des Großherzogs. Landes-Industrie-Comptoir, Weimar 1825. (Digitalisat)